# 中頭正一
中頭 正一（ちゅうとう しょういち、1933年1月1日 - ）は、長崎県を登録地としていた元競輪選手。日本競輪選手養成所創設以前に選手登録された期前選手であり、選手登録番号は1330。

## 来歴
1955年に門司競輪場で行われた第8回全国都道府県選抜競輪、2000m競走で優勝。
1985年5月13日選手登録削除。通算勝利数747。